# Projecció azimutal gnomònica
La projecció azimutal gnomònica

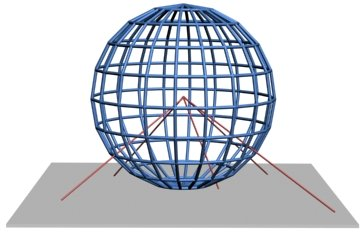
Esquema ilustratiu d'una projecció azimutal gnomónica.

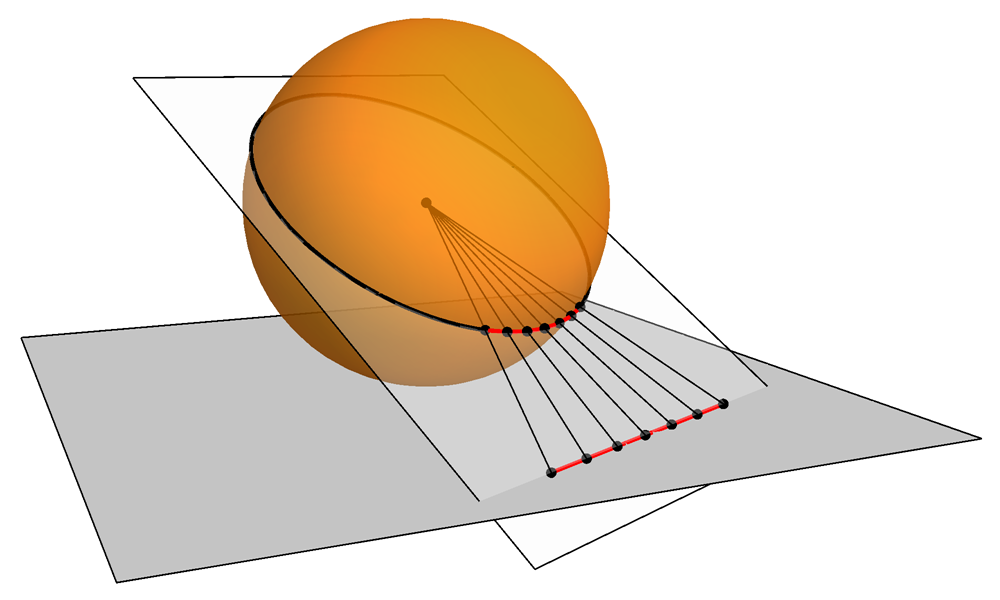
En una projecció gnomònica els cercles màxims es transformen en rectes. En una carta gnomònica una línia ortodròmica és una recta.

és una projecció cartogràfica azimutal
que no és equivalent (no manté les proporcions de les àrees) i no és conforme (distorsiona les formes i els angles).
Aquesta projecció es construeix projectant sobre el pla tangent els punts de la superfície l'esfera des del centre de l'esfera.
Amb aquesta projecció, només es pot representar com a molt un sol hemisferi (els punts a 90 graus del centre de projecció caldria projectar-los a l'infinit) amb el centre de projecció
al centre del mapa. La distorsió d'àrees, distàncies, formes i angles creix ràpidament com més lluny del centre del mapa.
En aquesta projecció les línies ortodròmiques, entre elles tots els meridians i l'Equador, apareixen representades com rectes. Aquesta és l'única projecció cartogràfica amb aquesta propietat.
Si el centre del mapa és un dels pols, els paral·lels apareixen representats com circumferències concèntriques amb distàncies creixents (en aquest cas no es pot representar l'Equador, que quedaria a l'infinit). Si el centre del mapa és a l'Equador, els paral·lels apareixen representats com hiperboles (en aquest cas no es poden representar els pols, que quedarien a l'infinit). Si el centre del mapa és qualsevol altre punt, els paral·lels apareixen representats com corbes complexes.
Suposant una escala escala i un centre de projecció amb longitud long0 i latitud lat0, aquestes són les equacions generals per a obtenir les coordenades cartesianes x, y en el pla per al lloc amb longitud long i latitud lat:
```
c = arccos(sin(lat0) * sin(lat) + cos(lat0) * cos(lat) * cos(long - long0))
x = escala * (cos(lat) * sin(long - long0)) / cos(c)
y = escala * (cos(lat0) * sin(lat) - sin(lat0) * cos(lat) * cos(long - long0)) / cos(c)
```